# 耐火物
耐火物（たいかぶつ、英語：refractory、refractory material）とは、「1500 °C 以上の定形耐火物および最高使用温度が800 °C 以上の不定形耐火物、耐火モルタル並びに耐火断熱れんが」（JIS R 2001）である。

## 種類

### 形態
耐火物は、予め成形・焼成される定形耐火物と現場で施工される不定型耐火物に分類する事ができる。
定形耐火物
予め成形・焼成される耐火物の総称。熱伝導率の程度により耐火煉瓦と耐火断熱煉瓦に分類される。
耐火れんが（煉瓦）
種々の形を持つ耐火物。並型（JIS R 2101の規定 230×114×65mm）などの直方体れんがや、横ぜり、縦ぜり、ばち形など、使用目的に応じて様々な形状が製造されている。化学組成の違いでは、クロム煉瓦、マグネシア煉瓦、けい石煉瓦、粘土質耐火煉瓦、高アルミナ煉瓦などに分類でき、用途や要求温度に応じて使い分けが行われる。
耐火断熱れんが（煉瓦）
熱伝導率の低い耐火れんが。特性はJIS R 2611に規定されている。
不定形耐火物
粉粒体または練り土状の耐火物の総称。施工現地にて所期の形状に施工される。施工方法によってキャスタブル、吹付け材、パッチング材などに細分される。耐火モルタルも本分類に含む場合がある。
プラスチック耐火物
シャモット質、高アルミナ質、クロム質の耐火材料を骨材とし、これにバインダとして粘土などを練り合わせたもの。
キャスタブル耐火物

耐火モルタル
主として耐火れんがの築炉時に目地に施工されることを目的とするモルタル。

### 化学成分
酸性耐火物
シリカ（SiO2）やジルコニア（ZrO2）など、酸性酸化物を主体とする耐火物。けい石れんが、ろう石れんが、粘土（シャモット）れんが、ジルコンれんがなどが挙げられる。
中性耐火物
酸性耐火物、塩基性耐火物いずれにも属しない耐火物。高アルミナれんが、炭素質れんが、炭化けい素質れんが、クロムれんがなどが挙げられる。
塩基性耐火物
マグネシア（MgO）や石灰（CaO）など、塩基性酸化物を主体とする耐火物。マグネシア - カーボン質れんが、マグネシア - クロム質れんが、ドロマイトれんがなどが挙げられる。

## 用途・目的
鉄鋼向けが約6割を占める。他にはセメント・石灰焼成炉、銅などの非鉄製錬、ガラス、焼却炉などの用途が挙げられる。
使用目的としては、
1. 高温、腐食、磨耗からの炉殻の保護
2. 熱の遮断、熱損失の防止

があげられる。　　